# Silent Hill: Downpour
Silent Hill: Downpour ist ein Survival-Horror-Spiel, das von Vatra Games entwickelt und von Konami veröffentlicht wurde. Es ist der achte Silent-Hill-Teil.

## Handlung
Der Gefangene Murphy Pendleton verbringt sein Leben als Insasse in einem Gefängnis, bis er eines Tages in ein anderes verlegt werden soll. Jedoch kommt es durch eine Unachtsamkeit des Busfahrers zu einem Unfall: Der Bus stürzt einen Hügel hinab. Pendleton überlebt und versucht, einen Weg aus der verfluchten Stadt Silent Hill zu finden. Auf der Reise durch die albtraumhafte Welt begegnet man anderen Personen, unter anderem der Polizistin, die mit im Bus zur Verlegung mitfuhr, einem mysteriösen Briefträger oder auch einer ortsansässigen Nonne im Kloster.

## Spielprinzip
Silent Hill: Downpour übernimmt viele Spielelemente von seinem Vorgänger Silent Hill: Homecoming. Der Spieler muss mehrmals im Spiel moralische Entscheidungen treffen, die das Ende beeinflussen können. In Downpour ist die Stadt Silent Hill deutlich offener als in allen vorigen Teilen und der Spieler hat die Möglichkeit, abseits der Hauptstory kleinere Nebenaufgaben zu erledigen und mit Charakteren zu interagieren, die zusätzliche Belohnungen bringen. Der Hauptcharakter kann nur eine Nahkampfwaffe bei sich tragen, die nach und nach schwächer wird, bis sie kaputt geht. Dem Spieler ist es überlassen, der Handlung zu folgen oder aber sich den zahlreichen Nebenaufgaben zuzuwenden, welche in ganz Silent Hill versteckt sind.

## Produktion und Veröffentlichung
Im Rahmen der Electronic Entertainment Expo (E3) 2010 enthüllte Publisher Konami Details zum neuesten Ableger der Serie. Entwickelt wurde es vom tschechischen Entwicklerteam Vatra Games. Die Entwickler versprachen eine Annäherung des Spielprinzips an die vorherigen Teile, insbesondere den bei Spielern wie Kritikern gleichermaßen hochgelobten zweiten Teil. Der Spieler schlüpft diesmal in die Rolle des Sträflings Murphy Pendleton, der nach einem Unfall seines Gefangenentransporters und anschließender Flucht vor der Polizei in Silent Hill landet.
Silent Hill: Downpour erschien am 29. März 2012 für PlayStation 3 und Xbox 360. Silent Hill: Downpour ist der erste Teil der Serie, dessen Soundtrack nicht mehr von Akira Yamaoka, der Konami 2009 verließ, komponiert wurde. Der Soundtrack von Downpour stammt aus der Feder von Daniel Licht.

## Rezeption
Silent Hill: Downpour erhielt laut Metacritic „gemischte oder durchschnittliche“ Kritiken. Im Allgemeinen lobten die meisten Kritiker die Geschichte und Atmosphäre des Spiels, kritisierten jedoch den Kampf und die technische Leistung. Game Informer bewertete es mit 7/10 und sagte: „Ich bereue meine Zeit mit Silent Hill: Downpour nicht.“ Destructoid bewertete es mit 8/10 und sagte: „Wenn es den Spielern kein unterdurchschnittliches Kampfsystem aufzwingt und es sich erlaubt, so einfallsreich wie möglich zu sein, ist Silent Hill: Downpour ein stylisches, raffiniert produziertes, wunderschön ahnungsvolles Spiel“. Games Radar bewertete es mit 7/10 und schrieb: „Trotz seiner Mängel schafft es Silent Hill: Downpour, intelligent und einfallsreich zu sein … Das eigentliche Gameplay lässt viel zu wünschen übrig, aber im Hinblick auf die jüngsten Silent Hill ist dies einer der besseren“.